# 487

## Úmrtí
- Proklos, řecký filozof, vedoucí Akademie v Aténach

## Hlavy států
- Papež – Felix II. (483–492)
- Byzantská říše – Zenon (474–475, 476–491)
- Franská říše – Chlodvík I. (481–511)
- Itálie – Flavius Odoaker (476–493)
- Perská říše – Valgaš (484–488)
- Ostrogóti – Theodorich Veliký (474–526)
- Vizigóti – Alarich II. (484–507)
- Vandalové – Gunthamund (484–496)